# 霊岳
霊岳（たまおか）は、たまソフトのシナリオライター、プロデューサー（霊岳雄太名義）。
2002年発売の『世界ノ全テ』でデビュー。青春群像劇と悲哀なシナリオで定評を得る。

## 主な作品

### たまソフト
- 『世界ノ全テ』(2002年発売)
- 『世界ノ全テ-remind of you-』(2002年発売)
- 『LOST CHILD』(2006年発売)
- 『世界ノ全テノ全テ』(2012年発売)

### たまたまソフト
- 『SEKAI/SUBETE』(2023年発売)[1]

### 作詞
- 『魂の慟哭』(LOST CHILD主題歌)